# Triple Play 2001
Triple Play 2001 é um jogo eletrônico de beisebol de 2000 lançado para PlayStation, Microsoft Windows e Game Boy Color.
Devido a reclamações sobre problemas de taxa de quadros de jogos anteriores, a EA Sports conseguiu fazer o jogo Triple Play anterior com 30 FPS completos, mas este jogo ficou aquém e recebeu fortes críticas por dar um passo para trás. Eles também introduziram jogadores clássicos que o jogador poderia controlar no jogo. Os jogadores podem jogar um jogo para um jogador, uma temporada completa, playoffs ou o Home Run Derby. A seleção e as transferências da equipe estão sob o controle do jogador. Mais uma vez, Jim Hughson e Buck Martinez fornecem o comentário. Este jogo não foi lançado no Nintendo 64 ao contrário da versão anterior, e é a única versão do Game Boy Color a ter uma data de lançamento.

## Recepção
A versão para PlayStation recebeu críticas favoráveis, enquanto as versões para PC e Game Boy Color receberam críticas mistas, de acordo com o site de agregação de críticas, GameRankings.  Air Hendrix da GamePro disse sobre a versão para PlayStation: "Com a MLB 2001 ainda em treinamento de primavera no momento desta publicação, o júri ainda está decidido sobre o beisebol do PlayStation nesta temporada. Mas se você está procurando beisebol divertido e rápido e [você] não é obcecado por realismo, Triple faz outro por cima da cerca."  Peter Olafson chamou a versão para PC de "um candidato sólido. Tire as coisas estranhas, construa alguns recursos e você poderá ter um clássico. Do jeito que está, você tem uma experiência memorável, com uma interface elegante, extras divertidos e atenção impressionante a detalhes diversos. Um pouco mais de trabalho, e o Triple Play 2001 poderia ter marcado a flâmula."

## Ligações Externas
- Triple Play 2001 (Windows, PlayStation) no MobyGames
- Triple Play 2001 (Game Boy Color) no MobyGames